# Naoki Miyata
Naoki Miyata (宮田 直樹 Miyata Naoki?), född 6 november 1987 i Nagano prefektur, är en japansk fotbollsspelare.
Miyata började sin karriär 2010 i Fagiano Okayama. 2011 blev han utlånad till Matsumoto Yamaga FC. Han gick tillbaka till Fagiano Okayama 2012. 2016 flyttade han till Azul Claro Numazu. Efter Azul Claro Numazu spelade han för Tegevajaro Miyazaki.